# Persistenzlänge
Die Persistenzlänge {\displaystyle P} ist in der Polymerphysik eine Länge, die ein Maß für die Steifigkeit einer Polymerkette ist. Sie ist als die Länge definiert, über welche die Richtungskorrelation der Segmente in der Polymerkette verloren geht.
In einer Polymerschmelze oder -lösung nimmt ein Polymer eine zufällige Knäuelgestalt an. Abhängig von der Art der chemischen Bindung zwischen den Monomeren ist eine Polymerkette eher „steif“ oder eher flexibel, was in einer mehr oder weniger lockeren Knäuelkonformation resultiert.

## Mathematische Definition

### Definition über die Korrelationsfunktion
Verallgemeinert man dies auf ungleichmäßige Längen, bedeutet dies: Bezeichnet {\displaystyle l} eine lineare Koordinate entlang der Kontur der Kette und {\displaystyle {\vec {e}}(l)} einen Einheitsvektor, der die lokale Orientierung der Kette angibt, so wird die Korrelationsfunktion
{\displaystyle K(\Delta L)=\langle {\vec {e}}(l)\cdot {\vec {e}}(l+\Delta l)\rangle ={\frac {1}{L_{ges}-\Delta L}}\cdot \int _{0}^{L_{ges}-\Delta L}{\vec {e}}({\frac {L}{L_{ges}-\Delta L}})\;{\vec {e}}({\frac {L+\Delta L}{L_{ges}-\Delta L}})\;{\mbox{d}}L=\int _{0}^{1}{\vec {e}}(l)\;{\vec {e}}(l+{\frac {\Delta L}{L_{ges}-\Delta L}})\;{\mbox{d}}l}
mit
- {\displaystyle K} [-] der Korrelationsfunktion, mit {\displaystyle -1\leq K\leq 1} (üblicherweise: {\displaystyle 0<K<1})
- {\displaystyle l} [-] der relativen Länge mit {\displaystyle l={\frac {L}{L_{ges}-\Delta L}}}, mit {\displaystyle 0\leq l\leq 1}
- {\displaystyle {\vec {e}}} [-] der Einheitsvektor in Tangentialrichtung mit {\displaystyle ||{\vec {e}}||=1}
- {\displaystyle L} [m] der Laufkoordinate entlang der Achse der Kette
- {\displaystyle \Delta L\ll L_{ges}\approx \infty } [m] die Gesamtlänge {\displaystyle L_{ges}} muss deutlich größer sein als {\displaystyle \Delta L}, wobei {\displaystyle \Delta L} beliebig sein darf.

für große {\displaystyle {\frac {\Delta L}{P}}} gegen Null streben. Je kompakter das Polymerknäuel ist, desto schneller fällt die Korrelationsfunktion ab.
Die Persistenzlänge P als Maß für die Kompaktheit der Knäuelstruktur ist definiert als das Integral über die Korrelationsfunktion:
{\displaystyle P=\int _{0}^{L_{ges}\approx \infty }K(\Delta L)\;{\mbox{d}}\,\Delta L}
mit
- {\displaystyle P} [m] der Persistenzlänge
- {\displaystyle K} [-] der Korrelationsfunktion, mit {\displaystyle -1\leq K\leq 1}

#### Alternative Version
{\displaystyle \int _{0}^{P}K(\Delta l)\mathrm {d} \Delta l=\int _{P}^{\infty }K(\Delta l)\mathrm {d} \Delta l}

### Verallgemeinerung der Kuhn-Länge
Bei einer unendlich langen Polymerkette, deren Bindungsvektoren ΔL alle gleich lang sind und der Länge ΔLi entsprechen, ist die Persistenzlänge eines beliebigen Bindungsvektor aus der Kette definiert als die Summe der Projektionen von allen Bindungsvektoren ΔL mit L > Li auf die Richtung von ΔLi.
Das heißt, es gilt:
{\displaystyle P\equiv \lim _{\Delta L\to 0}\left(\Delta L\cdot \sum _{j=i+1}^{j\to \infty }\langle \cos \Theta _{i,j}\rangle \right)=\lim _{\Delta L\to 0}\left(\Delta L\cdot \sum _{j=i+1}^{j\to \infty }\langle {\vec {e}}(L_{i})\cdot {\vec {e}}(L_{i}+\Delta L)\rangle \right)=\lim _{\Delta L\to 0}\left(\Delta L\cdot \sum _{j=i+1}^{j\to \infty }K(\Delta L)\right)=\int _{L=L_{i}}^{L\to \infty }\left(\mathrm {d} L\cdot K(\mathrm {d} L)\right)=\int _{L=L_{i}}^{L\to \infty }\left(K(\mathrm {d} L)\cdot \mathrm {d} L\right)}
Hier ist ΔLi die Bindungslänge und Θi,j der Winkel zwischen den Bindungsvektoren ΔLi und ΔL in einer augenblicklichen Konformation. Das Produkt {\displaystyle \Delta L\cdot \langle \cos \Theta _{i,j}\rangle } ist gleich der Länge der Projektion des Bindungsvektors ΔL an der Stelle L_j in die Richtung von ΔLi. Das bedeutet, {\displaystyle \langle \cos \Theta _{i,j}\rangle } ist der Mittelwert über alle Konformationen der Projektion von ΔL auf ΔLi. Für alle Bindungsvektoren ΔLi und ΔL gilt sowohl {\displaystyle -1\leq \cos \Theta _{i,j}\leq 1} als auch {\displaystyle \langle \cos \Theta _{i,j}\rangle >0}, dennoch gilt für hinreichend weit entfernte Bindungsvektoren: {\displaystyle \lim _{l_{i}\to \infty }\left(\langle \cos \Theta _{i,j}\rangle \right)=0}.
In der Praxis ist die Persistenzlänge ein Maß für die innere Flexibilität einer Polymerkette. Für ein „steifes“ Polymermolekül mit stark eingeschränkter Rotation ist P „groß“ und für ein „statistisches Knäuel“ „klein“.
{\displaystyle P=P_{\infty }=\langle L_{1}\cdot \sum _{i=1}L_{i}\rangle /L_{0}}
{\displaystyle P_{\alpha }=L_{0}\cdot (1+L_{2}\cdot L_{1}/{L_{0}^{2}}+L_{3}\cdot L_{1}/{L_{0}^{2}}+...)}

### Exponentielle Definitionen
{\displaystyle \langle \cos {\theta }\rangle =e^{-(L/P)}}
{\displaystyle \langle t(s)\cdot t(s+x)\rangle =e^{-x/2P}}

### Steifigkeitsdefinition
{\displaystyle P={\frac {B_{s}}{k_{B}\cdot T}}\,}